# Canaveilles-Gruppe
Die Canaveilles-Gruppe ist eine metasedimentäre Gesteinsfolge neoproterozoischen und kambrischen Alters, die in den Pyrenäen auftritt. Sie stellt die älteste Abfolge rein sedimentären Ursprungs in diesem Bereich dar.

## Etymologie
Die Canaveilles-Gruppe, auch Canaveilles-Serie, wurde nach ihrer Typlokalität Canaveilles im Département Pyrénées-Orientales benannt.

## Verbreitungsgebiet

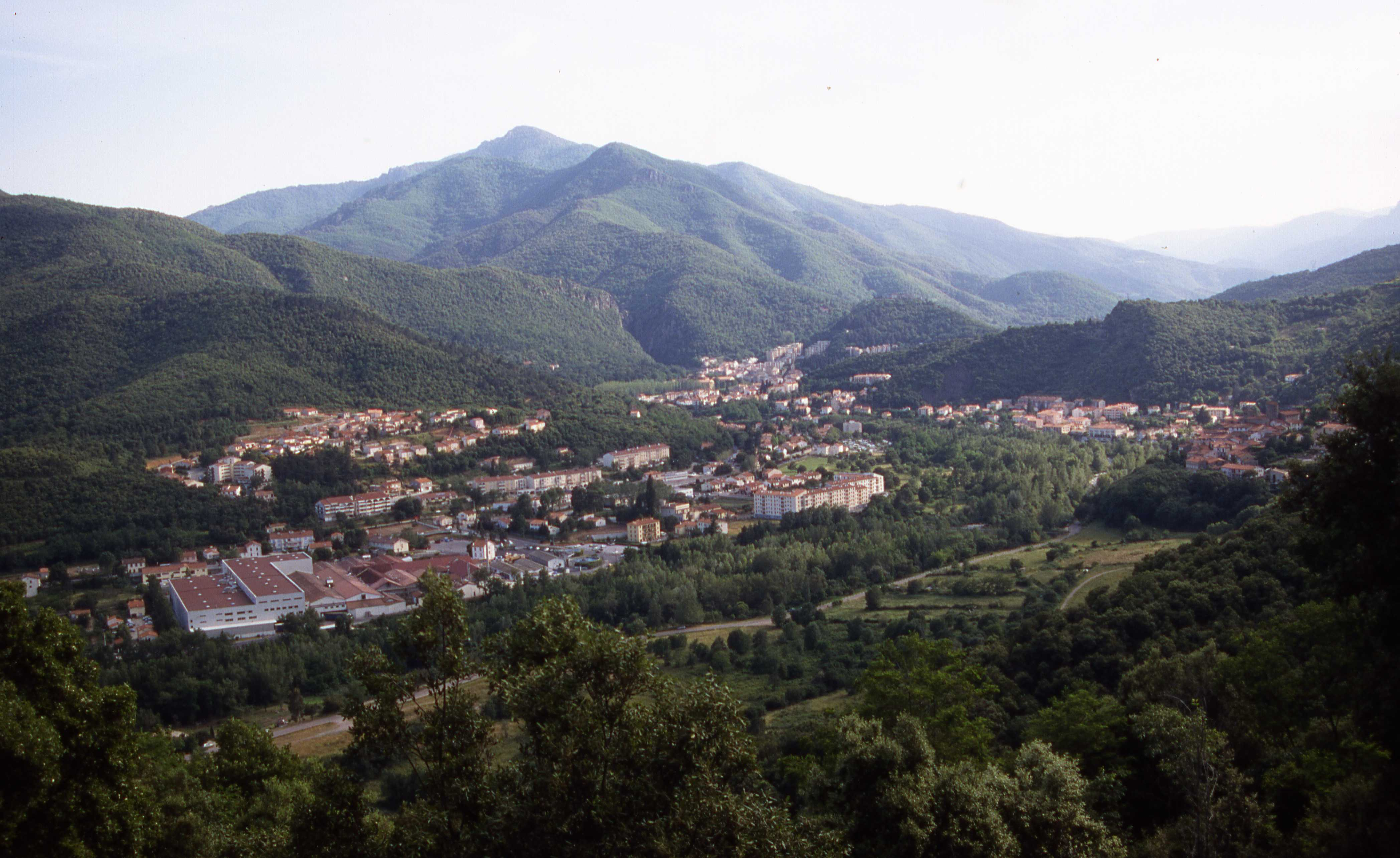
Der Canigou von Nordwest. Der Gipfel besteht aus Orthogneis, die vorgelagerten Bergrücken werden von der Canaveilles-Gruppe aufgebaut.

Das Verbreitungsgebiet der Canaveilles-Gruppe erstreckt sich auf den östlichen Pyrenäenraum. In der weiter nördlich gelegenen Montagne Noire, dem südlichsten Ausläufer des französischen Zentralmassivs, befindet sich eine vergleichbare Abfolge, die la Salvetat-Saint-Pons-Serie. Auch das obere Alcudium der iberischen Halbinsel weist Ähnlichkeiten mit der Canaveilles-Gruppe auf. Der Schwerpunkt in der Verbreitung der Gruppe liegt in der Umgebung der Typlokalität und umrahmt den Gipfelaufbau des Canigou. Sie wird aber auch auf der spanischen Seite der östlichen Pyrenäen in der Cadí-Decke angetroffen.

## Stratigraphie
In der Nähe der Typlokalität erreicht die marine Canaveilles-Gruppe eine Mächtigkeit von bis zu 3000 Meter, ansonst variiert sie zwischen 2000 und 4000 Meter. Ihre Basis überlagert am Canigou leptynitische Übergangsgneise mit darunterliegenden Augengneisen. Die Gruppe reicht bis ins Ediacarium vor rund 580 Millionen Jahren zurück. Sie führt im Wesentlichen Schiefertone sowie untergeordnete Schwarzschiefer und Grauwacken mit karbonatischen und rhyodazitischen  Einschaltungen. Im Bereich der Cadí-Decke kommen im Unterkambrium auch Archaeocyathidenkalke vor. Die Canaveilles-Gruppe wird an der Grenze zum Mittelkambrium von der bereits etwas schwächer metamorphen (Grünschieferfazies, Chloritzone), flyschoiden Jujols-Gruppe abgelöst, genauer von der basalen, olistostromreichen Tregurà-Formation der Jujols-Gruppe.

### Karbonatische Einschaltungen
Die Canaveilles-Gruppe enthält an der Typlokalität innerhalb ihrer Schiefer vier Abfolgen von karbonatischen Einschaltungen, die zu Marmoren und Kalksilikatgesteinen metamorphisiert wurden (vom Hangenden zum Liegenden):
- sandige Kalksilikatgesteine
- Kalkmarmore
- Dolomitmarmore
- basale Kalkmarmore

#### Basale Kalkmarmore
Die basalen Kalkmarmore (franz. marbres de base) werden bis zu 150 Meter mächtig. Sie enthalten 5 Lagen Kalkmarmor, teils massiv ausgebildet, sowie eine Lage unreiner Marmore, die sich aus Kalkareniten gebildet haben. Letztere Lage führt außerdem gneisige Zwischenlagen im Dezimeterbereich, welche aus Kalksilikaten bestehen und wahrscheinlich aus Mergeln hervorgegangen sind.

#### Dolomitmarmore
Die feinkörnigen, grau-beige gefärbten Dolomitmarmore entwickeln das Mineral Chondrodit. In manchen Lagen können auch Klinochlor und Phlogopit auftreten.
Zwischen den Dolomitmarmoren und den darüberliegenden Kalkmarmoren befinden sich mehrere Quarzit- und Grauwackenniveaus.

#### Kalkmarmore
Die weißen, manchmal auch grau gebänderten Kalkmarmore sind sehr stark kristallisiert und unterliegen starken Mächtigkeitsschwankungen. Ihre im Normalfall bei rund 20 Meter liegende Mächtigkeit kann stellenweise bis auf 180 Meter anwachsen. Diese starken Schwankungen lassen auf einen rezifalen Ursprung schließen, wahrscheinlich handelt es sich um ehemalige Bioherme.

#### Kalksilikatgesteine
Die sehr feinkörnigen Kalksilikatgesteine sind gneisartig ausgebildet. Sie sind aus ehemaligen, sehr kaliumreichen Mergeln hervorgegangen. Sie können den Charakter von mehrfarbig gebänderten (helle Farbtöne, grünlich) Hornfelsen annehmen und enthalten die Minerale Diopsid, Tremolit, Klinozoisit, basischer Plagioklas, Mikroklin und mikroskopischer Biotit.
An der Typlokalität treten die Kalksilikatgesteine in Form von sandigen Kalkschiefern auf.

### Rhyodazite
Die einstigen Rhyodazite, möglicherweise auch rhyodazitische Tuffe, wurden zu feinkörnigen Leptyniten metamorphisiert. Stratigraphisch folgen sie im Hangenden der basalen Kalkmarmore, manchmal auch erst oberhalb der Kalkmarmore. Radiometrische Altersdatierungen an den Rhyodaziten ergaben 581 Millionen Jahre, was das ediacarische Alter der Canaveilles-Gruppe bestätigt.

## Entstehung
Die Canaveilles-Gruppe kam im Verlauf des Neoproterozoikums und des unteren Kambriums am einstigen Nordrand Gondwanas zur Ablagerung. Die Sedimente sind marinen Ursprungs und wurden wahrscheinlich am Kontinentalrand abgesetzt. Mögliche Bioherme in den karbonatischen Einschaltungen und die Archaeocyathidenansammlungen in der Cadí-Decke im Unterkambrium deuten auf Schelf- oder Schelfrandablagerungen (Riffe). Die Rhyodazite lassen möglicherweise die Anwesenheit eines Inselbogens vermuten, die Canaveilles-Gruppe könnte somit durchaus auch in einer Backarc-Lage abgelagert worden sein. Dafür spricht auch ihre Verwandtschaft zum zentraliberianischen Alcudium, einer rund 15 Kilometer (!) mächtigen, stark subsidenten, neoproterozoischen Sedimentserie, welche am aktiven Nordrand Gondwanas, wahrscheinlich entlang einer Transformstörung, abgelagert wurde.

## Metamorphose
Im Verlauf der Variszischen Orogenese im Pennsylvanium wurden die Sedimente der Canaveilles-Gruppe vor rund 310 Millionen Jahren unter mesozonalen Bedingungen (untere Amphibolitfazies) metamorphosiert. Die tonigen Anteile der Abfolge wurden im unteren Abschnitt der Gruppe zu Glimmerschiefern der Cordierit-, Andalusit- und Sillimanitzone, weiter oben zu grünschieferfaziellen Phylliten der Biotitzone. Die karbonatischen Einschaltungen verwandelten sich in Marmore und Kalksilikatgesteine. In Kontaktnähe der Übergangsgneise wird zuerst der Andalusit-Isograd und sodann der Cordierit-Isograd durchschritten. Dies deutet auf einen intrusiven Ursprung der Gneise als ehemalige Granitoide.

## Magmatismus
Die Sedimentfolge der Canaveilles-Gruppe wird vielfach von Zweiglimmergranitgängen und damit assoziierten Pegmatiten durchzogen, welche dem tiefsitzenden Granit des Canigou angehören. Die Magmatite intrudieren vorwiegend die basalen Kalkmarmore und die Dolomitmarmore, finden sich aber auch in höheren Lagen. In unteren Lagen können auch Diorite und Quarzdiorite eindringen. Die Granitisierung erfolgte nach Anlage der Deckenstrukturen gegen Ende der variszischen Orogenese.

## Tektonik
Die Canaveilles-Gruppe wurde im Verlauf der variszischen Gebirgsbildung nicht nur metamorph überprägt, sondern auch stark tektonisch beansprucht. So wurde sie beispielsweise am Canigou zusammen mit den Gneisen und Augengneisen (ehemalige Orthogesteine) in eine riesige liegende Isoklinalfalte verformt. Bedingt durch Abscherung in den Schenkeln bildeten sich zwei Deckeneinheiten, die später weiter plastisch verformt wurden (interne Faltung) und sich außerdem antiklinorisch aufwölbten. Mit Erreichen des spröden Zustands kam es unter fortschreitender Einengung dann (an der Südflanke des Canigou) zu Auf- und Rücküberschiebungen.
Seitdem mehrere Revisionen des Intrusionsalters der Orthogneise ein unterordovizisches Alter von rund 474 Millionen Jahren für die letzt erfolgte Kristallisation an Zirkonen auffinden, ist die Vorstellung eines cadomischen Grundgebirges nicht mehr aufrechtzuerhalten und auch die Isoklinalfaltenstruktur ist somit fraglich geworden. Die Deckentektonik und spätere Verformungen sind jedoch nicht anzuzweifeln.
Eine weitere Konsequenz des intrusiven Charakters der Orthogneise besteht darin, dass die ebenfalls für cadomisch gehaltenen, aus Grauwacken hervorgegangenen Paragneisserien jetzt ebenfalls zur Canaveilles-Gruppe gerechnet werden müssen, denn sie wurden während der variszischen Orogenese nur stärker metamorph überprägt.